# 2009 en Guinée équatoriale
Cet article présente les faits marquants de l'année 2009 en Guinée équatoriale.

## Évènements
- Vendredi 16 janvier 2009 : la police annonce que le président Teodoro Obiang Nguema Mbasogo et son épouse Constancia Mangue Nsue Okomo ont été victimes de deux escrocs qui s'occupaient de leurs affaires privées. Les deux employés, d'origine paraguayenne, ont volé pour près de 4 milliards de francs CFA (6,1 millions d'euros) en argent, bijoux et objets de valeur. Ils travaillaient pour le couple présidentiel depuis plusieurs années s'occupant de leurs résidences privées et de la gestion matérielle et financière de leurs deux cliniques privées, celle de Malabo et celle de Mongomo. Après avoir commis leur forfait, ils ont tranquillement embarqués sur le vol régulier pour Madrid[1].

- Mardi 17 février 2009 : le commandement des forces armées annonce avoir repoussé une attaque menée depuis la mer par des rebelles du Mouvement pour l'émancipation du delta du Niger (MEND), contre la capitale Malabo et le palais présidentiel, faisant plusieurs morts parmi les assaillants. 18 personnes dont 7 Nigérians et 11 Équatoguinéens, membres du parti de l'opposition l'Union populaire (UP) ont été arrêtées.

- Jeudi 16 avril 2009 : visite officielle du roi Mohammed VI du Maroc à l'invitation du président Teodoro Obiang Nguema Mbasogo. Au cours de la visite doivent être signés plusieurs accords de coopération bilatéraux. Selon l'agence marocaine MAP, cette visite « s'inscrit en droite ligne dans la nouvelle stratégie du Maroc […] visant à développer un partenariat tous azimuts avec les pays africains, suivant une approche et une philosophie nouvelles de coopération sud-sud ».

- Mardi 3 novembre 2009 : le mercenaire britannique, Simon Mann, condamné en juin 2008 à 34 ans de prison ans pour une tentative de coup d'État en Guinée équatoriale en mars 2004, va connaître une « libération imminente ».

- Dimanche 29 novembre 2009 : élections présidentielles, le président sortant, Teodoro Obiang Nguema, au pouvoir en Guinée équatoriale depuis 1979, est donné favori.

- Jeudi 3 décembre 2009 : le président sortant Teodoro Obiang Nguema, a obtenu 95,37 % des voix à la présidentielle du 29 novembre, selon les résultats définitifs donnés par le ministre de l'Intérieur et président de la Commission nationale électorale.

- Samedi 5 décembre 2009 : le président de la Cour constitutionnelle, Francisco Javier Ndong Nbengono, annonce la validation, sans aucune modification, les résultats de l'élection présidentielle du 29 novembre, remportée à 95,37 % des voix par Teodoro Obiang Nguema pour un mandat de 7 ans. Il a salué « le civisme et la maturité politique » des Équatoguinéens lors de la présidentielle. 273 127 électeurs au total ont voté sur 292 585 inscrits, soit un taux de participation de 93 %.

- Mardi 8 décembre 2009 : prestation de serment du président Teodoro Obiang Nguema en présence de nombreux chefs d'État dont Denis Sassou Nguesso (Congo), Laurent Gbagbo (Côte d'Ivoire), Pierre Nkurunziza (Burundi), Ellen Johnson Sirleaf (Liberia), John Atta-Mills (Ghana), Idriss Deby Itno (Tchad), Faure Gnassingbé (Togo), François Bozizé (Centrafrique) et Fradique de Menezes (Sao Tomé-et-Principe). La France était représentée par son secrétaire d'État à la Coopération, Alain Joyandet.